# Шинир
Шини́р (каз. Шыныр) — село у складі Келеського району Туркестанської області Казахстану. Входить до складу Кошкаратинського сільського округу.
Населення — 770 осіб (2021; 545 у 2009, 515 у 1999, 394 у 1989).